# Nahum di Gimzo
Nachum di Gamzu (o Gimzo) (ebraico: נחום איש גמזו) (Israele, I secolo – I secolo) era un saggio ebreo, rabbino Tanna della 2ª generazione (80 - 110 e.v.).

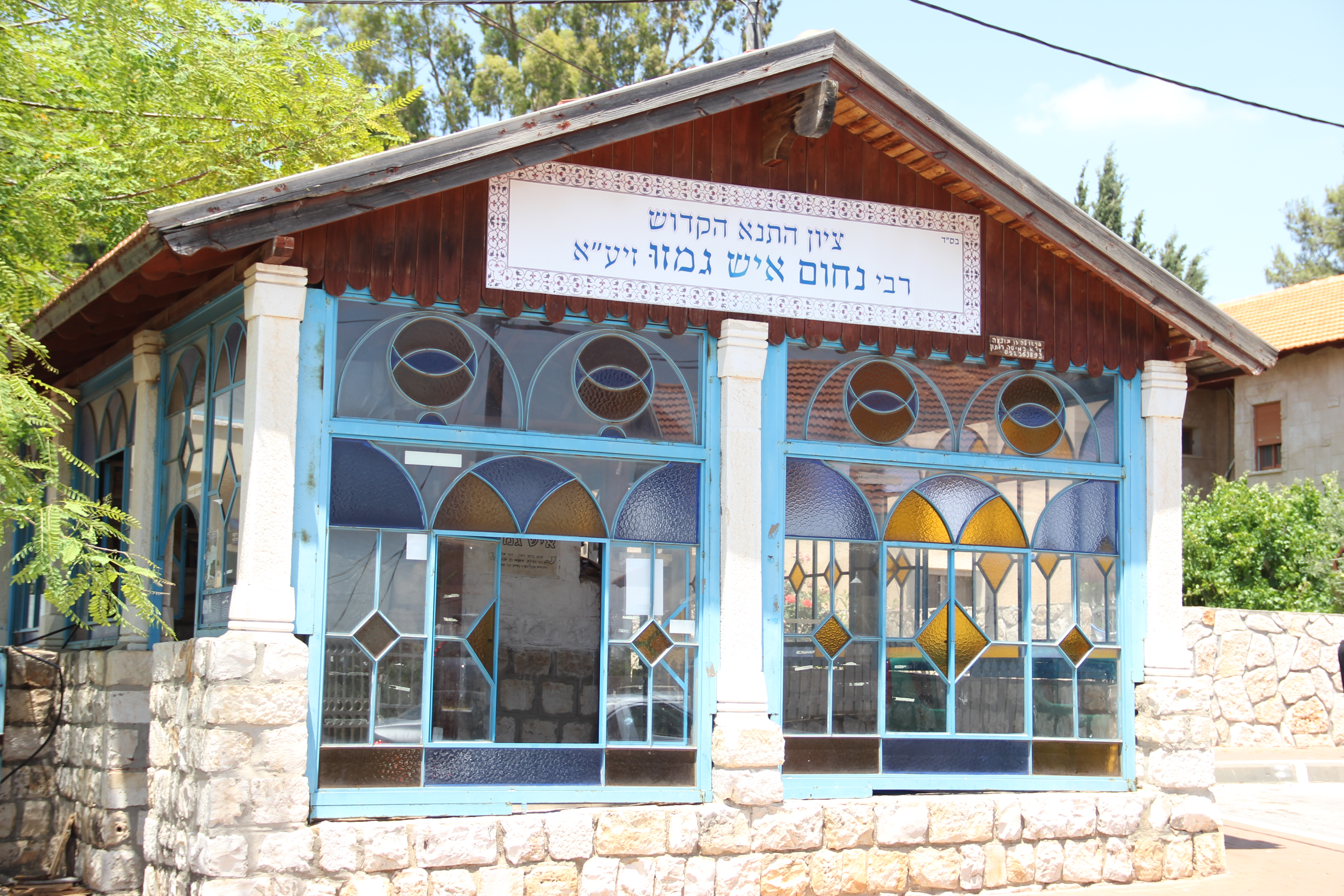

Nel Talmud viene chiamato "Ish Gam Zu" (l'uomo di "gam zu") e tale nome è spiegato con riferimento al motto di Naḥum: in ogni occasione, non importa quanto spiacevoli fossero le circostanze, egli esclamava "gam zu le-tovah" (anche questo sarà per il meglio).  Esistono anche riferimenti talmudici ad un certo Nechemiah ha`Imsoni, che potrebbe essere la stessa persona.

## Biografia
Nachum fu l'insegnante di Rabbi Akiva e lo istruì sui principi esegetici dell'inclusione ed esclusione ("ribbui u-mi'uṭ"). Una sola halakhah è stata preservata, ma si sa che egli interpretò l'intera Torah secondo la regola del "ribbui u-mi'uṭ". Era solito spiegare la particella accusativa "et" dicendo che implicava l'inclusione nell'oggetto di qualcosa in più di quello che citava esplicitamente. Però, nella frase "Temerai [et] il Signore, DIO tuo", non spiegò la particella "et" prima di "il Signore", poiché non voleva che nessun altro condividesse la riverenza dovuta a Dio; giustificò la sua inconsistenza spiegando che l'omissione in questo passo biblico era così virtuosa come il suo ricorso all'interpretazione in tutti gli altri passi.
Si narra che nell'anzianità le mani  e piedi di Nahum si paralizzarono e fu afflitto anche da altri malanni. Sopportò comunque con pazienza e a volte ne gioiva. In risposta alla domanda dei suoi allievi che gli chiedevano come mai fosse tormentato da tali e tanti dolori, dato che era un uomo perfettamente giusto, Nahum dichiarò che era stata colpa sua perché una volta, andando a casa di suo suocero e portandogli molte cose da mangiare e da bere, incontrò un povero che gli chiese del cibo. Mentre stava per aprire le sue sporte, l'uomo gli morì davanti. Nel più profondo degli scoramenti e rimproverandosi di aver forse provocato la morte del povero a causa del suo ritardo nell'offrirgli del cibo, si maledisse e si augurò di ricevere tutti i malanni ai quali si riferivano ora i suoi allievi. Varie altre storie vennero raccontate di miracoli che gli capitarono e anche queste sono registrate nella Mishnah.